# Leroy Dixon
Leroy Dixon (South Bend, 20 giugno 1983) è un velocista statunitense.
In carriera è stato campione mondiale della staffetta 4×100 metri a Osaka 2007.

## Palmarès
| Anno | Manifestazione  | Sede     | Evento     | Risultato  | Prestazione | Note                                    |
| ---- | --------------- | -------- | ---------- | ---------- | ----------- | --------------------------------------- |
| 2007 | Mondiali        | Osaka    | 4×100 m    | Oro        | 37"78       | Miglior prestazione mondiale stagionale |
| 2008 | Mondiali indoor | Valencia | 60 m piani | Semifinale | 6"75        |                                         |